# Ephesia subfusca
Ephesia subfusca là một loài bướm đêm trong họ Noctuidae.